# Hi-Fi
Hi-Fi sau HiFi (din eng.High Fidelity - de înaltă precizie, de înaltă fidelitate) este un termen care indică calitatea înaltă de reproducere a  sunetului, care este foarte aproape de original, prin echipamente audio stereo. Termenul este utilizat de utilizatorii sistemelor stereo de casă și de pasionații de home audio (audiofili) pentru a se distinge de sunetul de calitate mai slabă produs de echipamente audio ieftine, sau de calitate inferioară prin caracteristicile de reproducere a sunetului, caracteristic înregistrărilor efectuate până la sfârșitul anilor 1940. Hi-Def nu are standarde universale.
Un efort de a standardiza termenul a fost făcut în 1966, de institutul german Deutsches Institut für Normung (DIN), prin standardul DIN 45500 și DIN 45000, IEC 60581, GOST 24388-88. Aprobarea DIN 45500 a fost destinată pentru a oferi cumpărătorilor de echipamente audio asigurări că echipamentul lor e capabil de o reproducere de calitate bună a sunetului. În teorie, numai echipamente stereo care îndeplinesc aceste norme, pot purta termenul "Hi-Fi". Acest standard a fost bine intenționat, dar numai cu succes moderat, în practică însă, termenul a fost aplicat în mod eronat pe scară largă la produse audio care nu au atins nici specificațiile de bază ale normei DIN.

## Legături externe
- HiFi pe Curlie
- Un dicționar de termeni Home Entertainment